# Збірна Гаїті з футболу
Збі́рна Гаї́ті з футбо́лу — національна футбольна команда, що представляє Гаїті на міжнародних матчах з футболу. Контролюється Федерацією гаїтянського футболу.
Станом на 3 квітня 2025 посідає 83-e місце у рейтингу футбольних збірних світу.

## Чемпіонат світу
- 1930 — не брала участі
- 1934 — не пройшла кваліфікацію
- 1938 — не брала участі
- 1950 — не брала участі
- 1954 — не пройшла кваліфікацію
- 1958–1966 — не брала участі
- 1970 — не пройшла кваліфікацію
- 1974 — 1 тур
- 1978–1986 — не пройшла кваліфікацію
- 1990 — не брала участі
- 1994–2022 — не пройшла кваліфікацію

## Чемпіонат націй /Золотий кубок КОНКАКАФ
- 1963 — не пройшла кваліфікацію
- 1965 — 6-е місце
- 1967 — 5-е місце
- 1969 — дискваліфікована
- 1971 — 2-е місце
- 1973 — чемпіон
- 1977 — 2-е місце
- 1981 — 6-е місце
- 1985 — 1-й коло
- 1989 — не брала участі
- 1991 — не пройшла кваліфікацію
- 1993 — не брала участі
- 1996 — не брала участі
- 1998 — забрала заявку
- 2000 — 1-й тур
- 2002 — 1/4 фіналу
- 2003 — не пройшла кваліфікацію
- 2005 — не пройшла кваліфікацію
- 2007 — 1-й тур
- 2009 — 1/4 фіналу
- 2011 — не пройшла кваліфікацію
- 2013 — 9-е місце
- 2015 — 1/4 фіналу
- 2017 — не пройшла кваліфікацію
- 2019 — півфінал
- 2021 — груповий етап
- 2023 — груповий етап
- 2025 — груповий етап

## Кубок Америки
- 2016 — груповий етап